# Peppes Pizza
Peppes Pizza er en norsk pizzarestaurantkæde med 78 restauranter i Norge.

## Historie
Den første restaurant blev startet 1970 af den amerikanske immigrant Louis Jordan (født 1931), gift med Anne Jordan (født 1944). Louis Jordan havde tidligere arbejdet på pizzarestauranten «Pepe Pizzeria» i Hartford i Connecticut. Efter at ægteparret var flyttet til Norge tog han med hjælp af sin kone initiativ til at åbne en pizzarestaurant i Norge. De overtog et lokale på Solli Plass i Oslo under navnet «Peppes Pizza Pub» i maj 1970.
Den første Peppes Pizza-restaurant uden for Norge åbnede i København i 1980'erne, men den lukkede i 1997. Der har også været restauranter i Gøteborg. Den 20. januar 2005 etablerede de sig i Kuwait og i 2006 blev der åbnet en restaurant i Shanghai.
Kæden skiftede navn i 1998-99 fra «Peppe's Pizza» til «Peppes Pizza».

## Om virksomheden
I 1993 blev virksomheden børsnoteret, og blev i 1994 købt af Narvesen. Peppes Pizza blev solgt sammen med anden restaurantvirksomhed i Narvesen til Umoe i 2002. Virksomheden er i dag ejet af Umoe Catering.